# Simyra degener
Simyra degener är en fjärilsart som beskrevs av Jan Sepp. Simyra degener ingår i släktet Simyra och familjen nattflyn. Inga underarter finns listade i Catalogue of Life.